# NGC 3219
NGC 3219 (również PGC 30383) – galaktyka eliptyczna (E-S0), znajdująca się w gwiazdozbiorze Małego Lwa. Odkrył ją Édouard Jean-Marie Stephan 11 kwietnia 1882 roku. Jest to najjaśniejsza galaktyka klastra.